# Eleț
Eleț (ru. Елец) este un oraș în partea de est a Rusiei, în Regiunea Lipețk, pe Sosna și are o populație de 93.761 locuitori (2025). 